# Torneo Apertura 2018 (Honduras)
El Torneo Apertura 2018 (también llamado Copa Salva Vida de Apertura 2018, por motivos de patrocinio), fue la (74.ª edición) de la Liga Nacional de Honduras, siendo el primer torneo de la Temporada 2018-19. Comenzó a disputarse el día 28 de julio y culminó el 16 de diciembre de 2018. El campeón del Torneo Apertura, Clausura y el tercer lugar de la Tabla General disputará Liga Concacaf 2019.

## Sistema de competición

### Fase de clasificación
En la fase de clasificación se observará el sistema de puntos. La ubicación en la tabla general está sujeta a lo siguiente:
- Por juego ganado se obtendrán tres puntos.
- Por juego empatado se obtendrá un punto.
- Por juego perdido no se otorgan puntos.

El campeonato se jugará con un sistema de «Todos contra Todos» entre los diez equipos participantes. Los partidos estarán definidos en 18 jornadas, y al finalizar las mismas los primeros dos lugares clasificarán de manera automática a las semifinales, mientras que los equipos que ocuparon el 3°, 4°, 5° y 6° puesto tendrán que jugar la «Liguilla final» (repechajes) en partidos de ida y vuelta; el resto de los equipos quedará sin ninguna opción a pelear por el título.

### Fase final
La fase final se definirá por las siguientes etapas:
- Repechajes
- Semifinales
- Final

A las semifinales clasificarán los dos equipos vencedores de la «Liguilla final» y los antes clasificados de manera directa. Cada uno de estos cuatro equipos se enfrentarán en dos partidos (ida y vuelta) y el que logre anotar el mayor número de goles obtendrá un cupo en la «Gran Final». De existir empate en el número de goles anotados, la clasificación se definirá a través del Reglamento, es decir, el equipo que haya anotado el mayor número de goles en condición de visitante.
Disputarán el título de Campeón del Torneo de Apertura 2018 los dos clubes vencedores de la fase semifinal correspondiente, reubicándolos del uno al dos, de acuerdo a su mejor posición en la Tabla de Clasificación al término de la jornada 18.

## Información de los equipos

### Ascenso y descenso
| Pos | a la Liga Nacional |
| --- | ------------------ |
| 1º  | Real de Minas      |

| Pos | a la Liga de Ascenso |
| --- | -------------------- |
| 10º | Real Sociedad        |

### Equipos participantes
| Equipo            | Ciudad                         | Entrenador            | Estadio                                                           | Aforo                | Primera participación |
| ----------------- | ------------------------------ | --------------------- | ----------------------------------------------------------------- | -------------------- | --------------------- |
| Olimpia           | Tegucigalpa                    | Manuel Keosseián      | Tiburcio Carías Andino                                            | 35,000               | 1965                  |
| Motagua           | Tegucigalpa                    | Diego Vásquez         | Tiburcio Carías Andino                                            | 35,000               | 1965                  |
| Real España       | San Pedro Sula                 | Martín García         | General Francisco Morazán Olímpico Metropolitano                  | 20,000 40,000        | 1965                  |
| Marathón          | San Pedro Sula                 | Héctor Vargas         | General Francisco Morazán Olímpico Metropolitano Yankel Rosenthal | 20,000 40,000 15,000 | 1965                  |
| Vida              | La Ceiba                       | Raúl Martínez Sambulá | Municipal Ceibeño                                                 | 20,000               | 1965                  |
| Platense          | Puerto Cortés                  | Carlos Martínez       | Excelsior                                                         | 15,000               | 1965                  |
| Honduras Progreso | El Progreso                    | Mauro Reyes           | Humberto Micheletti                                               | 5,000                | 1965                  |
| Juticalpa F. C.   | Juticalpa                      | Héctor Castellón      | Juan Ramón Brevé Vargas                                           | 22,000               | 2015                  |
| UPNFM             | Tegucigalpa Choluteca          | Salomón Nazar         | Tiburcio Carías Andino Emilio Williams Agasse                     | 35,000 8,000         | 2017                  |
| Real de Minas     | Tegucigalpa Siguatepeque Danlí | Harold Yepes          | Tiburcio Carías Andino Roberto Martínez Ávila Marcelo Tinoco      | 35,000 7,000 5,000   | 2018                  |

### Equipos por zona geográfica
| Honduras Progreso Motagua Olimpia Real de Minas Real España Marathón Vida UPNFM Platense Juticalpa FC \| Departamento \| N.º \| Equipos \| \| ----------------- \| --- \| --------------------------------------- \| \| Cortés \| 3 \| Marathon, Platense y Real España \| \| Francisco Morazán \| 4 \| Motagua, Olimpia, UPNFM y Real de Minas \| \| Yoro \| 1 \| Honduras Progreso \| \| Atlántida \| 1 \| Vida \| \| Olancho \| 1 \| Juticalpa F. C. \| |     |                                         |
| Departamento | N.º | Equipos                                 |
| Cortés | 3   | Marathon, Platense y Real España        |
| Francisco Morazán | 4   | Motagua, Olimpia, UPNFM y Real de Minas |
| Yoro | 1   | Honduras Progreso                       |
| Atlántida | 1   | Vida                                    |
| Olancho | 1   | Juticalpa F. C.                         |

### Cambios de entrenadores
| Equipo        | Entrenador saliente     | Jornadas | Nuevo entrenador        | Jornadas |
| ------------- | ----------------------- | -------- | ----------------------- | -------- |
| Real de Minas | Reynaldo Tilguath       | Pre.     | Javier Padilla          | 1 - 14   |
| Real de Minas | Javier Padilla          | 1 - 14   | Marvin Henriquez (int.) | 15       |
| Real de Minas | Marvin Henriquez (int.) | 15       | Harold Yepes (int.)     | 16 - 18  |
| Olimpia       | Nahum Espinoza          | 1 - 15   | Manuel Keosseián        | 16 - 18  |

## Fase de clasificación

### Fase de clasificación
| Jornada 1          | Jornada 1 | Jornada 1         | Jornada 1               | Jornada 1   | Jornada 1 |
| Local              | Resultado | Visitante         | Estadio                 | Fecha       | Hora      |
| ------------------ | --------- | ----------------- | ----------------------- | ----------- | --------- |
| Marathón           | 0 - 0     | Vida              | Yankel Rosenthal        | 28 de julio | 15:00     |
| Real de Minas      | 1 - 3     | Olimpia           | Roberto Martínez Ávila  | 28 de julio | 17:00     |
| UPNFM              | 3 - 1     | Honduras Progreso | Nacional                | 28 de julio | 18:00     |
| Motagua            | 1 - 0     | Platense          | Nacional                | 28 de julio | 20:00     |
| Juticalpa F.C.     | 1 - 1     | Real España       | Juan Ramón Brevé Vargas | 29 de julio | 14:00     |
| Total de goles: 11 |           |                   |                         |             |           |

| Jornada 2          | Jornada 2 | Jornada 2      | Jornada 2           | Jornada 2   | Jornada 2 |
| Local              | Resultado | Visitante      | Estadio             | Fecha       | Hora      |
| ------------------ | --------- | -------------- | ------------------- | ----------- | --------- |
| UPNFM              | 1 - 1     | Marathon       | Emilio Williams     | 4 de agosto | 18:00     |
| Honduras Progreso  | 2 - 0     | Motagua        | Humberto Micheletti | 4 de agosto | 19:15     |
| Vida               | 3 - 0     | Juticalpa F.C. | Ceibeño             | 5 de agosto | 15:00     |
| Olimpia            | 2 - 1     | Platense       | Nacional            | 5 de agosto | 16:00     |
| Real España        | 2 - 1     | Real de Minas  | Morazán             | 5 de agosto | 19:00     |
| Total de goles: 13 |           |                |                     |             |           |

| Jornada 3         | Jornada 3 | Jornada 3         | Jornada 3               | Jornada 3    | Jornada 3 |
| Local             | Resultado | Visitante         | Estadio                 | Fecha        | Hora      |
| ----------------- | --------- | ----------------- | ----------------------- | ------------ | --------- |
| Marathon          | 1 - 1     | Olimpia           | Yankel Rosenthal        | 11 de agosto | 15:00     |
| Juticalpa F.C.    | 0 - 0     | Honduras Progreso | Juan Ramón Brevé Vargas | 12 de agosto | 14:00     |
| Real de Minas     | 0 - 2     | Vida              | Marcelo Tinoco          | 12 de agosto | 15:00     |
| Motagua           | 1 - 0     | Real España       | Nacional                | 12 de agosto | 16:00     |
| Platense          | 0 - 0     | UPNFM             | Excélsior               | 12 de agosto | 16:00     |
| Total de goles: 5 |           |                   |                         |              |           |

| Jornada 4          | Jornada 4 | Jornada 4         | Jornada 4               | Jornada 4    | Jornada 4 |
| Local              | Resultado | Visitante         | Estadio                 | Fecha        | Hora      |
| ------------------ | --------- | ----------------- | ----------------------- | ------------ | --------- |
| Real España        | 3 - 2     | Honduras Progreso | Morazán                 | 15 de agosto | 19:00     |
| Juticalpa F.C.     | 0 - 3     | Marathon          | Juan Ramón Brevé Vargas | 15 de agosto | 19:00     |
| Olimpia            | 1 - 0     | UPNFM             | Nacional                | 15 de agosto | 19:15     |
| Platense           | 4 - 1     | Real de Minas     | Excélsior               | 15 de agosto | 19:15     |
| Vida               | 1 - 2     | Motagua           | Ceibeño                 | 15 de agosto | 19:30     |
| Total de goles: 17 |           |                   |                         |              |           |

| Jornada 5          | Jornada 5 | Jornada 5      | Jornada 5           | Jornada 5    | Jornada 5 |
| Local              | Resultado | Visitante      | Estadio             | Fecha        | Hora      |
| ------------------ | --------- | -------------- | ------------------- | ------------ | --------- |
| UPNFM              | 1 - 1     | Vida           | Emilio Williams     | 18 de agosto | 18:00     |
| Real de Minas      | 1 - 2     | Juticalpa F.C. | Nacional            | 18 de agosto | 18:00     |
| Real España        | 1 - 1     | Marathon       | Morazán             | 18 de agosto | 19:00     |
| Honduras Progreso  | 1 - 2     | Platense       | Humberto Micheletti | 18 de agosto | 19:00     |
| Motagua            | 0 - 1     | Olimpia        | Nacional            | 19 de agosto | 16:00     |
| Total de goles: 11 |           |                |                     |              |           |

| Jornada 6          | Jornada 6 | Jornada 6         | Jornada 6               | Jornada 6    | Jornada 6 |
| Local              | Resultado | Visitante         | Estadio                 | Fecha        | Hora      |
| ------------------ | --------- | ----------------- | ----------------------- | ------------ | --------- |
| Marathon           | 3 - 1     | Real de Minas     | Yankel Rosenthal        | 25 de agosto | 15:00     |
| Juticalpa F.C.     | 2 - 2     | Olimpia           | Juan Ramón Brevé Vargas | 26 de agosto | 15:00     |
| Vida               | 1 - 4     | Honduras Progreso | Ceibeño                 | 26 de agosto | 15:00     |
| Platense           | 2 - 1     | Real España       | Excélsior               | 26 de agosto | 16:00     |
| Motagua            | 1 - 0     | UPNFM             | Nacional                | 26 de agosto | 16:00     |
| Total de goles: 17 |           |                   |                         |              |           |

| Jornada 7          | Jornada 7 | Jornada 7      | Jornada 7           | Jornada 7       | Jornada 7 |
| Local              | Resultado | Visitante      | Estadio             | Fecha           | Hora      |
| ------------------ | --------- | -------------- | ------------------- | --------------- | --------- |
| Honduras Progreso  | 0 - 1     | Real de Minas  | Humberto Micheletti | 31 de agosto    | 19:15     |
| UPNFM              | 4 - 1     | Juticalpa F.C. | Nacional            | 1 de septiembre | 18:00     |
| Vida               | 2 - 0     | Platense       | Ceibeño             | 2 de septiembre | 15:00     |
| Olimpia            | 2 - 1     | Real España    | Nacional            | 2 de septiembre | 16:00     |
| Marathon           | 1 - 1     | Motagua        | Yankel Rosenthal    | 10 de octubre   | 15:00     |
| Total de goles: 13 |           |                |                     |                 |           |

| Jornada 8          | Jornada 8 | Jornada 8      | Jornada 8           | Jornada 8       | Jornada 8 |
| Local              | Resultado | Visitante      | Estadio             | Fecha           | Hora      |
| ------------------ | --------- | -------------- | ------------------- | --------------- | --------- |
| Real España        | 3 - 0     | Vida           | Morazán             | 8 de septiembre | 19:00     |
| Real de Minas      | 0 - 1     | UPNFM          | Nacional            | 8 de septiembre | 19:00     |
| Honduras Progreso  | 1 - 1     | Olimpia        | Humberto Micheletti | 8 de septiembre | 19:15     |
| Platense           | 1 - 0     | Marathon       | Excélsior           | 9 de septiembre | 16:00     |
| Motagua            | 5 - 0     | Juticalpa F.C. | Nacional            | 9 de septiembre | 16:00     |
| Total de goles: 12 |           |                |                     |                 |           |

| Jornada 9          | Jornada 9 | Jornada 9         | Jornada 9               | Jornada 9        | Jornada 9 |
| Local              | Resultado | Visitante         | Estadio                 | Fecha            | Hora      |
| ------------------ | --------- | ----------------- | ----------------------- | ---------------- | --------- |
| Marathon           | 3 - 1     | Honduras Progreso | Yankel Rosenthal        | 12 de septiembre | 15:00     |
| Real de Minas      | 0 - 0     | Motagua           | Marcelo Tinoco          | 12 de septiembre | 15:15     |
| UPNFM              | 1 - 3     | Real España       | Emilio Williams         | 12 de septiembre | 18:00     |
| Juticalpa F.C.     | 1 - 1     | Platense          | Juan Ramón Brevé Vargas | 12 de septiembre | 19:00     |
| Olimpia            | 0 - 0     | Vida              | Morazán                 | 12 de septiembre | 19:00     |
| Total de goles: 10 |           |                   |                         |                  |           |

| Jornada 10         | Jornada 10 | Jornada 10     | Jornada 10          | Jornada 10       | Jornada 10 |
| Local              | Resultado  | Visitante      | Estadio             | Fecha            | Hora       |
| ------------------ | ---------- | -------------- | ------------------- | ---------------- | ---------- |
| Honduras Progreso  | 2 - 1      | UPNFM          | Humberto Micheletti | 14 de septiembre | 19:15      |
| Vida               | 0 - 1      | Marathon       | Ceibeño             | 16 de septiembre | 15:00      |
| Platense           | 1 - 0      | Motagua        | Excélsior           | 16 de septiembre | 16:00      |
| Real España        | 2 - 1      | Juticalpa F.C. | Morazán             | 16 de septiembre | 18:00      |
| Olimpia            | 2 - 0      | Real de Minas  | Nacional            | 18 de octubre    | 19:00      |
| Total de goles: 10 |            |                |                     |                  |            |

| Jornada 11         | Jornada 11 | Jornada 11        | Jornada 11              | Jornada 11       | Jornada 11 |
| Local              | Resultado  | Visitante         | Estadio                 | Fecha            | Hora       |
| ------------------ | ---------- | ----------------- | ----------------------- | ---------------- | ---------- |
| Marathon           | 2 - 1      | UPNFM             | Yankel Rosenthal        | 20 de septiembre | 15:00      |
| Juticalpa F.C.     | 3 - 1      | Vida              | Juan Ramón Brevé Vargas | 23 de septiembre | 15:00      |
| Real de Minas      | 1 - 0      | Real España       | Marcelo Tinoco          | 23 de septiembre | 15:30      |
| Platense           | 0 - 0      | Olimpia           | Excélsior               | 23 de septiembre | 16:00      |
| Motagua            | 2 - 0      | Honduras Progreso | Nacional                | 23 de septiembre | 16:00      |
| Total de goles: 10 |            |                   |                         |                  |            |

| Jornada 12         | Jornada 12 | Jornada 12     | Jornada 12          | Jornada 12       | Jornada 12 |
| Local              | Resultado  | Visitante      | Estadio             | Fecha            | Hora       |
| ------------------ | ---------- | -------------- | ------------------- | ---------------- | ---------- |
| Honduras Progreso  | 1 - 0      | Juticalpa F.C. | Humberto Micheletti | 28 de septiembre | 19:15      |
| UPNFM              | 2 - 0      | Platense       | Emilio Williams     | 29 de septiembre | 18:00      |
| Vida               | 2 - 2      | Real de Minas  | Ceibeño             | 30 de septiembre | 15:00      |
| Olimpia            | 2 - 1      | Marathon       | Nacional            | 30 de septiembre | 16:00      |
| Real España        | 1 - 1      | Motagua        | Morazán             | 30 de septiembre | 17:10      |
| Total de goles: 12 |            |                |                     |                  |            |

| Jornada 13         | Jornada 13 | Jornada 13     | Jornada 13             | Jornada 13    | Jornada 13 |
| Local              | Resultado  | Visitante      | Estadio                | Fecha         | Hora       |
| ------------------ | ---------- | -------------- | ---------------------- | ------------- | ---------- |
| Marathon           | 4 - 3      | Juticalpa F.C. | Yankel Rosenthal       | 6 de octubre  | 15:00      |
| Real de Minas      | 0 - 3      | Platense       | Roberto Martínez Ávila | 6 de octubre  | 17:00      |
| Honduras Progreso  | 2 - 6      | Real España    | Humberto Micheletti    | 7 de octubre  | 14:00      |
| Motagua            | 1 - 0      | Vida           | Nacional               | 17 de octubre | 19:00      |
| UPNFM              | 2 - 1      | Olimpia        | Emilio Williams        | 31 de octubre | 19:00      |
| Total de goles: 22 |            |                |                        |               |            |

| Jornada 14         | Jornada 14 | Jornada 14        | Jornada 14              | Jornada 14    | Jornada 14 |
| Local              | Resultado  | Visitante         | Estadio                 | Fecha         | Hora       |
| ------------------ | ---------- | ----------------- | ----------------------- | ------------- | ---------- |
| Juticalpa F.C.     | 3 - 2      | Real de Minas     | Juan Ramón Brevé Vargas | 14 de octubre | 14:00      |
| Marathon           | 2 - 2      | Real España       | Yankel Rosenthal        | 14 de octubre | 15:00      |
| Vida               | 1 - 2      | UPNFM             | Ceibeño                 | 14 de octubre | 15:00      |
| Platense           | 2 - 3      | Honduras Progreso | Excélsior               | 14 de octubre | 16:00      |
| Olimpia            | 1 - 1      | Motagua           | Nacional                | 14 de octubre | 16:00      |
| Total de goles: 19 |            |                   |                         |               |            |

| Jornada 15         | Jornada 15 | Jornada 15     | Jornada 15             | Jornada 15    | Jornada 15 |
| Local              | Resultado  | Visitante      | Estadio                | Fecha         | Hora       |
| ------------------ | ---------- | -------------- | ---------------------- | ------------- | ---------- |
| Honduras Progreso  | 1 - 1      | Vida           | Humberto Micheletti    | 19 de octubre | 19:15      |
| UPNFM              | 1 - 3      | Motagua        | Emilio Williams        | 20 de octubre | 18:30      |
| Real España        | 1 - 0      | Platense       | Morazán                | 20 de octubre | 19:05      |
| Real de Minas      | 3 - 1      | Marathon       | Roberto Martínez Ávila | 21 de octubre | 16:00      |
| Olimpia            | 1 - 1      | Juticalpa F.C. | Nacional               | 21 de octubre | 16:00      |
| Total de goles: 13 |            |                |                        |               |            |

| Jornada 16         | Jornada 16 | Jornada 16        | Jornada 16              | Jornada 16    | Jornada 16 |
| Local              | Resultado  | Visitante         | Estadio                 | Fecha         | Hora       |
| ------------------ | ---------- | ----------------- | ----------------------- | ------------- | ---------- |
| Platense           | 2 - 2      | Vida              | Excélsior               | 27 de octubre | 19:17      |
| Real España        | 1 - 3      | Olimpia           | Morazán                 | 27 de octubre | 19:26      |
| Juticalpa F.C.     | 0 - 1      | UPNFM             | Juan Ramón Brevé Vargas | 28 de octubre | 14:00      |
| Real de Minas      | 0 - 2      | Honduras Progreso | Marcelo Tinoco          | 28 de octubre | 15:00      |
| Motagua            | 1 - 0      | Marathon          | Nacional                | 29 de octubre | 15:00      |
| Total de goles: 12 |            |                   |                         |               |            |

| Jornada 17         | Jornada 17 | Jornada 17        | Jornada 17              | Jornada 17     | Jornada 17 |
| Local              | Resultado  | Visitante         | Estadio                 | Fecha          | Hora       |
| ------------------ | ---------- | ----------------- | ----------------------- | -------------- | ---------- |
| Marathon           | 1 - 1      | Platense          | Yankel Rosenthal        | 3 de noviembre | 15:00      |
| UPNFM              | 2 - 0      | Real de Minas     | Nacional                | 3 de noviembre | 18:00      |
| Vida               | 2 - 2      | Real España       | Ceibeño                 | 4 de noviembre | 15:00      |
| Olimpia            | 2 - 2      | Honduras Progreso | Nacional                | 4 de noviembre | 16:00      |
| Juticalpa F.C.     | 1 - 2      | Motagua           | Juan Ramón Brevé Vargas | 4 de noviembre | 17:00      |
| Total de goles: 15 |            |                   |                         |                |            |

| Jornada 18         | Jornada 18 | Jornada 18     | Jornada 18          | Jornada 18      | Jornada 18 |
| Local              | Resultado  | Visitante      | Estadio             | Fecha           | Hora       |
| ------------------ | ---------- | -------------- | ------------------- | --------------- | ---------- |
| Honduras Progreso  | 2 - 3      | Marathon       | Humberto Micheletti | 10 de noviembre | 19:00      |
| Platense           | 0 - 0      | Juticalpa F.C. | Excélsior           | 10 de noviembre | 19:00      |
| Real España        | 1 - 2      | UPNFM          | Olímpico            | 10 de noviembre | 19:00      |
| Motagua            | 6 - 1      | Real de Minas  | Nacional            | 10 de noviembre | 19:00      |
| Vida               | 2 - 0      | Olimpia        | Ceibeño             | 11 de noviembre | 10:00      |
| Total de goles: 17 |            |                |                     |                 |            |

## Torneo Apertura

### Fase regular
Simbología:

Pts: puntos acumulados.

PJ: partidos jugados.

PG: partidos ganados.

PE: partidos empatados.

PP: partidos perdidos.

GF: goles a favor.

GC: goles en contra.

|                                                |     | Equipo            | PJ | G  | E | P  | GF | GC | Dif. | Pts |
| ---------------------------------------------- | --- | ----------------- | -- | -- | - | -- | -- | -- | ---- | --- |
|                                                | 1.  | Motagua           | 18 | 11 | 4 | 3  | 28 | 11 | +17  | 37  |
|                                                | 2.  | Olimpia           | 18 | 8  | 7 | 2  | 25 | 17 | +8   | 32  |
|                                                | 3.  | UPNFM             | 18 | 9  | 3 | 6  | 25 | 20 | +5   | 30  |
|                                                | 4.  | Marathón          | 18 | 7  | 7 | 4  | 28 | 22 | +6   | 28  |
|                                                | 5.  | Real España       | 18 | 7  | 5 | 6  | 31 | 25 | +6   | 26  |
|                                                | 6.  | Platense          | 18 | 6  | 6 | 6  | 21 | 18 | +3   | 24  |
|                                                | 7.  | Honduras Progreso | 18 | 6  | 4 | 8  | 27 | 31 | -4   | 22  |
|                                                | 8.  | Vida              | 18 | 4  | 7 | 7  | 21 | 24 | -3   | 19  |
|                                                | 9.  | Juticalpa F. C.   | 18 | 3  | 6 | 9  | 19 | 34 | -15  | 15  |
|                                                | 10. | Real de Minas     | 18 | 3  | 2 | 13 | 15 | 38 | -23  | 11  |
| Última actualización: 11 de noviembre de 2018. |     |                   |    |    |   |    |    |    |      |     |

|  | Clasificado directo a semifinales |
|  | Clasificado a la fase final       |
|  | Último Lugar                      |

### Goleadores
| Pos.                                         | Jugador          | Equipo            | Goles |
| -------------------------------------------- | ---------------- | ----------------- | ----- |
| 1.º                                          | Jerry Bengtson   | Olimpia           | 12    |
| 2.º                                          | Yerson Gutiérrez | Honduras Progreso | 11    |
| 2.º                                          | Ovidio Lanza     | Juticalpa F. C.   | 11    |
| 3.º                                          | Yustin Arboleda  | Marathon          | 10    |
| 4.º                                          | Jorge Bengoché   | UPNFM             | 9     |
| 5°                                           | Ángel Tejeda     | Real España       | 8     |
| 5°                                           | Roberto Moreira  | Motagua           | 8     |
| 5°                                           | Rubilio Castillo | Motagua           | 8     |
| 6.º                                          | Iván López       | Real España       | 7     |
| 6.º                                          | Carlos Bernárdez | Vida              | 7     |
| 6.º                                          | Darixon Vuelto   | Real España       | 7     |
| 7.º                                          | Yaudel Lahera    | Marathon          | 6     |
| 7.º                                          | Frelys López     | Honduras Progreso | 6     |
| 8.º                                          | Juan Delgado     | Honduras Progreso | 5     |
| Última actualización: 9 de diciembre de 2018 |                  |                   |       |

## Fase final
|  | Repechajes | Repechajes  | Repechajes | Repechajes | Repechajes |  |  | Semifinales | Semifinales | Semifinales | Semifinales | Semifinales |  |  | Final | Final   | Final | Final | Final |
|  |            |             |            |            |            |  |  |             |             |             |             |             |  |  |       |         |       |       |       |
|  |            |             |            |            |            |  |  | 1.º         | Motagua     | 1           | 3           | 4           |  |  |       |         |       |       |       |
|  | 3.º        | UPNFM       | 1          | 0          | 1          |  |  | 6.º         | Platense    | 0           | 1           | 1           |  |  |       |         |       |       |       |
|  | 6.º        | Platense    | 1          | 1          | 2          |  |  |             |             |             |             |             |  |  | 1.º   | Motagua | 2     | 0     | 2     |
|  |            |             |            |            |            |  |  |             |             |             |             |             |  |  | 2.º   | Olimpia | 0     | 1     | 1     |
|  |            |             |            |            |            |  |  | 2.º         | Olimpia     | 2           | 0           | 2           |  |  |       |         |       |       |       |
|  | 4.º        | Marathón    | 0          | 3          | 3          |  |  | 5.º         | Real España | 2           | 0           | 2           |  |  |       |         |       |       |       |
|  | 5.º        | Real España | 2          | 2          | 4          |  |  |             |             |             |             |             |  |  |       |         |       |       |       |

### Repechajes
| 14 de noviembre de 2018, 19:00. | Real España                              | 2:0 (1:0) | Marathon | Estadio Morazán, San Pedro Sula. |                            |
|                                 | Benavídez 33' (pen.) · Vuelto 77' (pen.) | Reporte   |          | Árbitro(s): Nelson Salgado       | Árbitro(s): Nelson Salgado |

| 17 de noviembre de 2018, 15:00. | Marathon                     | 3:2 (2:1) | Real España               | Estadio Yankel Rosenthal, San Pedro Sula. |                              |
|                                 | Arboleda 3' 35' · Discua 66' | Reporte   | Tejeda 38' · Oseguera 52' | Árbitro(s): Melvin Matamoros              | Árbitro(s): Melvin Matamoros |

| 14 de noviembre de 2018, 19:15 | Platense         | 1:1 (0:1) | UPNFM               | Estadio Excelsior, Puerto Cortés |                          |
|                                | Nieto 84' (pen.) | Reporte   | Benguché 39' (pen.) | Árbitro(s): Erick Andino         | Árbitro(s): Erick Andino |

| 18 de noviembre de 2018, 18:00 | UPNFM | 0:1 (0:1) | Platense      | Estadio Emilio Williams, Choluteca |                              |
|                                |       | Reporte   | Winchester 5' | Árbitro(s): Héctor Rodríguez       | Árbitro(s): Héctor Rodríguez |

### Semifinales
| 25 de noviembre de 2018, 16:00 | Platense | 0:1 (0:0) | Motagua   | Estadio Excelsior, Puerto Cortés |                              |
|                                |          | Reporte   | López 48' | Árbitro(s): Melvin Matamoros     | Árbitro(s): Melvin Matamoros |

| 2 de diciembre de 2018, 16:00 | Motagua                                  | 3:1 (1:0) | Platense   | Estadio Nacional, Tegucigalpa |                           |
|                               | López 30' · Maldonado 48' · Crisanto 84' | Reporte   | Castro 76' | Árbitro(s): Saíd Martínez     | Árbitro(s): Saíd Martínez |

| 24 de noviembre de 2018, 19:00 | Real España             | 2:2 (1:0) | Olimpia                | Estadio Olímpico Metropolitano, San Pedro Sula |                              |
|                                | Tejeda 10' · Vuelto 54' | Reporte   | Moya 50' · Álvarez 59' | Árbitro(s): Héctor Rodríguez                   | Árbitro(s): Héctor Rodríguez |

| 1 de diciembre de 2018, 19:00 | Olimpia | 0:0     | Real España | Estadio Nacional, Tegucigalpa |                            |
|                               |         | Reporte |             | Árbitro(s): Armando Castro    | Árbitro(s): Armando Castro |

### Final
| 9 de diciembre de 2018, 16:00 | Olimpia | 0:2 (0:0) | Motagua                    | Estadio Nacional, Tegucigalpa |                              |
|                               |         | Reporte   | Castillo 64' · Moreira 71' | Árbitro(s): Héctor Rodríguez  | Árbitro(s): Héctor Rodríguez |

| 16 de diciembre de 2018, 16:00 | Motagua | 0:1 (0:0) | Olimpia    | Estadio Nacional, Tegucigalpa |                              |
|                                |         | Reporte   | Montes 78' | Árbitro(s): Melvin Matamoros  | Árbitro(s): Melvin Matamoros |

|                             |
| Campeón Motagua 16.º título |

### Goleadores
| Pos.                                          | Jugador          | Equipo            | Goles |
| --------------------------------------------- | ---------------- | ----------------- | ----- |
| 1.º                                           | Jerry Bengtson   | Olimpia           | 12    |
| 2.º                                           | Yerson Gutiérrez | Honduras Progreso | 11    |
| 2.º                                           | Ovidio Lanza     | Juticalpa F. C.   | 11    |
| 3.º                                           | Yustin Arboleda  | Marathon          | 10    |
| 4.º                                           | Jorge Bengoché   | UPNFM             | 8     |
| 4.º                                           | Ángel Tejeda     | Real España       | 8     |
| 5.º                                           | Roberto Moreira  | Motagua           | 7     |
| 5.º                                           | Rubilio Castillo | Motagua           | 7     |
| 5.º                                           | Darixon Vuelto   | Real España       | 7     |
| 5.º                                           | Iván López       | Real España       | 7     |
| 6.º                                           | Frelys López     | Honduras Progreso | 6     |
| 6.º                                           | Yaudel Lahera    | Marathon          | 6     |
| 6.º                                           | Carlos Bernárdez | Vida              | 6     |
| 7.º                                           | Juan Delgado     | Honduras Progreso | 5     |
| Última actualización: 24 de noviembre de 2018 |                  |                   |       |

## Estadístisticas

### Clasificados a torneos internacionales
| Clasificado | Liga Concacaf 2019 |
| ----------- | ------------------ |
| Honduras 1  | Motagua            |
| Honduras 2  | Olimpia            |
| Honduras 3  | Marathon           |

### Promedio de Descenso
| Pos  | Equipo            | Ap. 2018 | Cl. 2019 | Total | PJ | Promedio |
| ---- | ----------------- | -------- | -------- | ----- | -- | -------- |
| 1.º  | Olimpia           | 32       | 37       | 69    | 36 | 1.9714   |
| 2.º  | Motagua           | 37       | 31       | 68    | 36 | 1.8824   |
| 3.º  | Marathón          | 28       | 34       | 62    | 36 | 1.6857   |
| 5.º  | UPNFM             | 30       | 27       | 57    | 36 | 1.5588   |
| 4.º  | Real España       | 26       | 28       | 54    | 36 | 1.5588   |
| 6.º  | Platense          | 24       | 25       | 49    | 36 | 1.3235   |
| 7.º  | Vida              | 19       | 13       | 32    | 36 | 0.8824   |
| 8.º  | Real de Minas     | 11       | 20       | 31    | 36 | 0.8857   |
| 9.º  | Juticalpa F. C.   | 15       | 16       | 31    | 36 | 0.8824   |
| 10.º | Honduras Progreso | 22       | 9        | 31    | 36 | 0.8571   |

|  |                                                                                              |
|  | El equipo que ocupe esta posición al finalizar la temporada descenderá a la Liga de Ascenso. |